# Phorbas lamellatus
Phorbas lamellatus är en svampdjursart som först beskrevs av Claude Lévi 1963.  Phorbas lamellatus ingår i släktet Phorbas och familjen Hymedesmiidae. Inga underarter finns listade i Catalogue of Life.